# Соња Хени
Соња Хени (норв. Sonja Henie; Осло, 8. април 1912 — лет Париз-Осло, 12. октобар 1969) била је норвешка клизачица и глумица. Освојила је три златне медаље на Зимским олимпијским играма, била је десет пута светска и шест пута европска првакиња. По броју освојених медаља нико ни до данас није успео да је стигне, тако да је Соња до данашњих дана задржала титулу најбоље клизачице света.
Већ са 11 година пласирала се на Зимске олимпијске игре 1924. у Шамонију. Тада је освојила последње место, а записано је да је током наступа била толико збуњена да је пар пута отклизала до ограде и тражила савете од тренера коју фигуру да отклиза. Четири године касније са својих 15 година по први пут је постала светска првакиња.
На следеће три олимпијаде никакви савети јој нису били потребни, јер је Хени убедљиво побеђивала све супарнице. Остала је позната по томе што је у уметничко клизање увела елементе плеса, а прилагодила је и опрему клизача скративши сукњу што је допринело лакшем извођењу фигура као и већој популарности. Данас се за Соњу сматра да је била клизачица која је одредила смер женског клизања и учврстила попуралност тог спорта. Осим клизања Соња се такође бавила и тенисом.
После Олимпијаде 1936. Хени је прешла у професионалце, па је почела да наступа по ревијама и представама. Осим у спорту била је успешна и као глумица, па је за живота а и после њега била једна од највољенијих особа у Норвешкој, а позната и вољена у целом свету.
Редитељ Душан Макавејев снимио је филм 1972. године који носи наслов Недостаје ми Соња Хени. На врхунцу своје глумачке каријере, била је једна од најплаћенијих звезда у Холивуду и глумила је у низу успешних хитова, укључујући Thin Ice (1937), Happy Landing, My Lucky Star (1938), Second Fiddle (1939) and Sun Valley Serenade (1941).

## Биографија

### Рани живот
Хени је рођена 1912. године у Кристијанији (сада Осло) Норвешка; била је једина ћерка Вилхелма Хенија (1872–1937), просперитетног норвешког крзнара, и његове жене Селме Лохман-Нилсен (1888–1961). Поред прихода од крзна, оба Хенијена родитеља наследила су богатство. Вилхелм Хени је био једнократни светски шампион у бициклизму и Соњина деца су била подстицана да се баве разним спортовима у младости. Хени је у почетку показала таленат за скијање, а затим је пратила свог старијег брата Леифа да се бави уметничким клизањем. Као девојчица Хени је такође била тенисерка националног ранга, вешта пливачица и коњаник. Када је Хени почела озбиљно да тренира као уметничка клизачица, њено формално школовање се завршило. Школовала се код тутора, а њен отац је ангажовао најбоље светске стручњаке, међу којима и чувену руску балерину Тамару Карсавину, да своју ћерку преобрази у спортску личност.

### Такмичарска каријера
Хени је освојила своје прво велико такмичење у уметничком клизању, сениорско првенство Норвешке, са 10 година. Затим је освојила осмо место у пољу од осам на Зимским олимпијским играма 1924, са једанаест година. Хени је освојила прво од десет узастопних светских првенстава у уметничком клизању 1927. са четрнаест година. Резултати Светског првенства 1927. године, где је Хени победилс одлуком 3–2 (или 7 према 8 редних поена) над браниоцем олимпијским и светским шампионом Хермом Сабо из Аустрије, били су контроверзни, јер су три од пет судија које су Хени дале прво место били Норвежанини (1 + 1 + 1 + 2 + 2 = 7 бодова), док је Сабо добила првопласирану позицију од аустријског и немачког судије (1 + 1 + 2 + 2 + 2 = 8 поена). Хени је следеће године освојила прву од своје три златне олимпијске медаље, поставши једна од најмлађих олимпијских шампионки у уметничком клизању. Своје олимпијске титуле бранила је 1932. и 1936. године, а светске титуле годишње до 1936. године. Такође је освојила шест узастопних европских првенстава од 1931. до 1936. године.

## Резултати

### Женске појединачно
| Догађај                | 1923 | 1924 | 1925 | 1926 | 1927 | 1928 | 1929 | 1930 | 1931 | 1932 | 1933 | 1934 | 1935 | 1936 |
| ---------------------- | ---- | ---- | ---- | ---- | ---- | ---- | ---- | ---- | ---- | ---- | ---- | ---- | ---- | ---- |
| Зимске олимпијске игре |      | 8.   |      |      |      | 1.   |      |      |      | 1.   |      |      |      | 1.   |
| Светско првенство      |      | 5.   |      | 2.   | 1.   | 1.   | 1.   | 1.   | 1.   | 1.   | 1.   | 1.   | 1.   | 1.   |
| Европско првенство     |      |      |      |      |      |      |      |      | 1.   | 1.   | 1.   | 1.   | 1.   | 1.   |
| Норвешко првенство     | 1.   | 1.   | 1.   | 1.   | 1.   | 1.   | 1.   |      |      |      |      |      |      |      |

### Парови
(парови Анијем Лијем)
| Догађај            | 1926 | 1927 | 1928 |
| ------------------ | ---- | ---- | ---- |
| Светска првенства  | 5.   |      |      |
| Норвешка првенства | 1.   | 1.   | 1.   |

## Награде
- Уврштена у Светску кућу славних уметничког клизања (1976)[3]
- Уврштена у Међународну женску спортску кућу славних (1982)[4]
- Има звезду на Холивудској стази славних.
- Године 1938, са 25 година, постала је најмлађа особа која је добила титулу витеза прве класе Краљевског норвешког реда Светог Олава.
- Почасни пуковник и кума 508. падобранског пешадијског пука 82. ваздушно-десантне дивизије, Форт Брег, Северна Каролина[5]

## Филмографија
| Година | Наслов                       | Улога                   |
| ------ | ---------------------------- | ----------------------- |
| 1927   | Seven Days for Elizabeth     | Skater                  |
| 1929   | Se Norge                     | Herself                 |
| 1936   | One in a Million             | Greta "Gretchen" Muller |
| 1937   | Thin Ice                     | Lili Heiser             |
| 1937   | Ali Baba Goes to Town        | Herself                 |
| 1938   | Happy Landing                | Trudy Ericksen          |
| 1938   | My Lucky Star                | Krista Nielsen          |
| 1939   | Second Fiddle                | Trudi Hovland           |
| 1939   | Everything Happens at Night  | Louise                  |
| 1941   | Sun Valley Serenade          | Karen Benson            |
| 1942   | Iceland                      | Katina Jonsdottir       |
| 1943   | Wintertime                   | Nora                    |
| 1945   | It's a Pleasure              | Chris Linden            |
| 1948   | The Countess of Monte Cristo | Karen Kirsten           |
| 1958   | Hello London                 | Herself                 |

## Друге појаве
- Слика Соње Хени је једно време красила реп Боинга 737-300 авио-компаније Норвешки Ер Шатл. Док се Боеинг 737-300 постепено гасио, њена слика је постављена на реп Боинга 737-800 исте авиокомпаније и 2013. на реп првог Боинга 787 Дримлајнера Норвешко Ер Шатла.[6] Један од заштитних знакова авиокомпаније су портрети познатих преминулих Норвежана на реповима авиона.[7]
- Постен Норге (норвешка поштанска служба) је 2012. године издала две марке са Соњом Хени.[8]

## Радови
- Henie, Sonja (1955). Wings on My Feet (revised изд.). New York: Prentice-Hall. OCLC 952642135.